# Habemus Papam

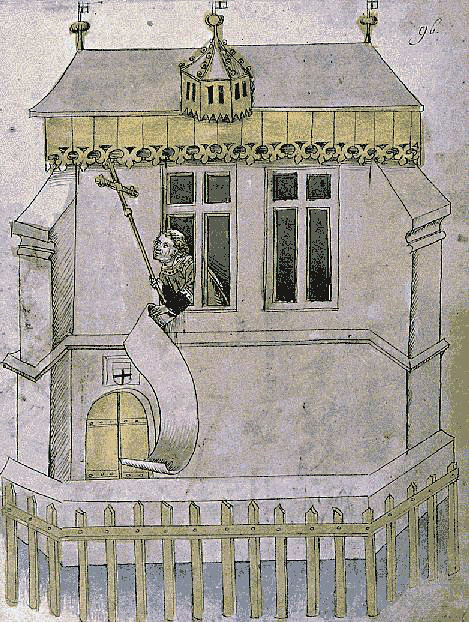
Habemus Papam 1417 года после выборов папы Мартина V. Миниатюра из «Хроники Констанцского собора» Ульриха фон Рихеталя

Habemus Papam (букв. «У нас есть Папа») — латинская формула, возвещающая о том, что избран новый папа римский:
Annuntio vobis gaudium magnum: habemus Papam — Eminentissimum ac Reverendissimum Dominum, Dominum (имя), Sanctae Romanae Ecclesiae Cardinalem, (фамилия), qui sibi nomen imposuit (новое имя папы).
В русском переводе:
Объявляю вам великую радость: у нас есть Папа — преосвященнейший и достопочтеннейший господин, господин (имя), кардинал Святой Римской Церкви (фамилия), который принял себе имя (новое имя папы).
Эту формулу возвещает кардинал-протодьякон с центрального балкона (т. н. «Ложи благословения») Собора Святого Петра. После этого выносят Крест, и выходит новый папа римский, который произносит благословение «Urbi et orbi» (городу и миру).
На Конклаве 2025 года — Habemus Papam объявлял кардинал-протодьякон Доминик Мамберти 8 мая 2025 после избрания папы римского Льва XIV.

## История
Точное время принятия этой формулы неизвестно, но уже в 1484 году она использовалась для избрания Джованни Баттисты Чибо, который принял имя Иннокентия VIII. Текст составлен в частности из Евангелия от Луки (2:10-11), которое содержит слова ангела пастухам объявляющим о рождении Мессии: «Не бойтесь; я возвещаю вам великую радость, которая будет всем людям: ибо ныне родился вам в городе Давидовом Спаситель, Который есть Христос Господь». Отметим, что в Вульгате, латинском переводе Библии Святого Иеронима (примерно 382 год), слова, используемые евангелистом, — «evangelizo vobis gaudium magnum», в то время как слово «annuntio» было использовано в предыдущих переводах.

## Провозглашение имени нового папы римского
При объявлении имени вновь избранного понтифика имя, данное при рождении, или первое имя нового папы римского объявляются на латыни в винительном падеже (например, Eugenium, Angelum Iosephum, Ioannem Baptistam, Albinum, Carolum, Iosephum, Georgium Marium, Robertum Franciscum), но фамилия нового папы римского даётся в несклоняемом виде (например, Pacelli, Roncalli, Montini, Luciani, Wojtyła, Ratzinger, Bergoglio, Prevost).
Тронное имя нового папы римского обычно дается на латыни в родительном (например, Ioannis vigesimi tertii, Ioannis Pauli primi, Benedicti decimi sexti и т. д.) или, реже, в винительном падеже (как в 1963 году, когда папское имя папы Павла VI было провозглашено как Paulum sextum, в 2013 году, когда имя Франциска было объявлено как Franciscum, и в 2025 году, когда имя Льва XIV было объявлено как Leonem decimum quartum).
Во время объявления об избрании Папы Бенедикта XVI кардинал Медина Эстевес употребил его имя в родительном падеже (он сказал Benedicti decimi sexti), но на сайте Святого Престола, на странице объявления о его избрании в формуле Habemus Papam тронное имя Бенедикта было написано в винительном падеже (Benedictum XVI).
Если папское имя используется впервые, оно может употребляться с номером «первый» или без него. При избрании Иоанна Павла I кардинал Перике Феличи объявил имя папы как Ioannis Pauli primi, однако при избрании папы Франциска кардинал Жан-Луи Торан огласил папское имя как Franciscum.
Нумерация в папском имени также может быть опущена, если тронное имя нового Папы совпадает с именем предшественника, как это было в октябре 1978 года, когда тронное имя Папы римского Иоанна Павла II было объявлено просто как Ioannis Pauli без нумерации, так как его непосредственным предшественником был папа Иоанн Павел I. Такой же случай произошёл в 1939 году, когда тронное имя Папы Пия XII, после его избрания, было объявлено просто как Pium, так как его непосредственным предшественником был Пий XI.

### Конклав 2005 года
На Конклаве 2005 года Habemus Papam объявлял кардинал-протодьякон Хорхе Артуро Медина Эстевес 19 апреля 2005 после избрания папы римского Бенедикта XVI. Объявлению предшествовало приветствие («Дорогие братья и сёстры») на нескольких языках (итальянском, испанском, французском, немецком и английском языках).
- «Fratelli e sorelle carissimi» (по-итальянски);
- «Queridísimos hermanos y hermanas» (по-испански);
- «Bien chers frères et sœurs» (по-французски);
- «Liebe Brüder und Schwestern» (по-немецки);
- «Dear brothers and sisters» (по-английски).

### Конклав 2013 года
После конклава 2013 года имя нового папы Франциска объявил французский кардинал-протодьякон Жан-Луи Торан. В отличие от Медины Эстевеса, он не произносил перед формулой дополнительных приветствий, а имя папы провозгласил в винительном падеже и без номера (Franciscum).

### Конклав 2025 года
На конклаве 2025 года имя нового папы Льва XIV объявил французский кардинал-протодьякон Доминик Мамберти.

## Протодьяконы, которые провозглашали имя нового Папы римского
Это неполный список кардиналов-протодьяконов (старших кардиналов-дьяконов), которые, как известно, провозглашают Habemus Papam.
- Франческо Сфорца ди Санта-Фьора — объявлял избрание римских пап Льва XI и Павла V в 1605 году;
- Андреа Барони Перетти-Монтальто — объявлял избрание папы римского Григория XV (1621 год);
- Алессандро д’Эсте — объявлял избрание папы римского Урбана VIII (1623 год);
- Карло Медичи — объявлял избрание папы римского Иннокентия X (1644 год);
- Джанджакомо Теодоро Тривульцио — объявлял избрание папы римского Александра VII (1655 год);
- Ринальдо д’Эсте — объявлял избрание папы римского Климента IX (1667 год);
- Франческо Майдалькини — объявлял избрание римских пап Климента X (1670 год), Иннокентия XI (1676 год) и Александра VIII (1689 год);
- Урбано Саккетти — объявлял избрание папы римского Иннокентия XII (1691 год);
- Бенедетто Памфили — объявлял избрание римских пап Климента XI (1700 год), Иннокентия XIII (1721 год) и Бенедикта XIII (1724 год);
- Лоренцо Альтьери — объявлял избрание папы римского Климента XII (1730 год), но не смог из-за болезни объявить избрание Бенедикта XIV в 1740 году (вместо него это сделал кардинал Карло Мария Марини);
- Алессандро Альбани — объявлял избрание римских пап Климента XIII (1758 год), Климента XIV (1769 год) и Пия VI (1775 год);
- Антонио Дориа Памфили — объявлял избрание папы римского Пия VII (1800 год);
- Фабрицио Руффо — объявлял избрание папы римского Льва XII (1823 год);
- Джузеппе Альбани — объявлял избрание римских пап Пия VIII (1829 год) и Григория XVI (1831 год);
- Томмазо Риарио Сфорца — объявлял избрание папы римского Пия IX (1846 год);
- Просперо Катерини — объявлял избрание папы римского Льва XIII (1878 год);
- Луиджи Макки — объявлял избрание папы римского Пия X (1903 год);
- Франческо Салезио делла Вольпе — объявлял избрание папы римского Бенедикта XV (1914 год);
- Гаэтано Бислети — объявлял избрание папы римского Пия XI (1922 год);
- Камилло Качча Доминиони — объявлял избрание папы римского Пия XII (1939 год);
- Никола Канали — объявлял избрание папы римского Иоанна XXIII (1958 год);
- Альфредо Оттавиани — объявлял избрание папы римского Павла VI (1963 год);
- Перикле Феличи — объявлял избрание римских пап Иоанна Павла I (1978 год) и Иоанна Павла II (1978 год);
- Хорхе Артуро Медина Эстевес — объявлял избрание папы римского Бенедикта XVI (2005 год);
- Жан-Луи Торан — объявлял избрание папы римского Франциска (2013 год);
- Доминик Мамберти — объявлял избрание папы римского Льва XIV (2025 год).

## В светской культуре
Фраза Habemus Papam дала название фильму режиссёра Нанни Моретти.